# Hans Skov Christensen
 Ikke at forveksle med Henrik Skov Kristensen.
Hans Skov Christensen (22. juli 1945 i Nørresundby – 14. november 2013 på Frederiksberg) var en dansk økonom, der fra 1992 til 2010 var administrerende direktør i Dansk Industri. 
Christensen blev student fra Roskilde Katedralskole i 1963 og cand.polit. fra Københavns Universitet i 1971. Han arbejdede herefter som edb-konsulent og som undervisningsassistent i nationaløkonomi og driftsøkonomi ved Københavns Universitet. I 1972 blev han sekretær i Dansk Arbejdsgiverforening og i 1976 kontorchef samme sted. Han avancerede i 1978 til afdelingschef og i 1979 til arbejdsmarkedspolitisk direktør, indtil han i 1985 blev organisationens administrerende direktør. I 1991 blev han udpeget til administrerende direktør for det nyetablerede Dansk Industri. Som direktør her deltog han blandt andet i adskillige trepartsforhandlinger og er af Niels Lunde blevet betegnet som landets mest erfarne overenskomstforhandler.
Han har tidligere været medlem af Tivolis bestyrelse, medlem af Globaliseringsrådet, medlem af bestyrelsen i Almenfonden, bestyrelsesmedlem i Sund & Bælt og næstformand for Banedanmarks bestyrelse. Han var formand for bestyrelsen for Kristeligt Dagblad (siden 2003) og for FIH Erhvervsbank, mens han var næstformand for Søren Kierkegaard Forskningscenterets bestyrelse og menigt medlem af Centre for European Policy Studies.
Han blev i 2006 gift med advokat Sys Rovsing, som han havde mødt til gudstjeneste i sin lokale kirke. Parret boede på Frederiksberg. Hans første hustru, Vibeke Skov Christensen, døde i 2002.
Siden 3. september 2009 var han kommandør af Dannebrogordenen. 
Den 14. november 2013 sov Hans Skov Christensen stille ind i sit hjem på Frederiksberg efter længere tids kræftsygdom.